# Stazione di Brondesbury Park
La stazione di Brondesbury Park è una stazione della London Overground situata nel borgo londinese di Brent. È servita ogni ora da otto treni suburbani transitanti sulle due direzioni della North London Line.